# 義慈王
義慈王 （599年—660年，641年－660年在位），是百濟第三十一代王，為三十代武王之長子，姓扶余，讳义慈。
義慈王年幼時即孝聲遠播，時人譽為「海東曾子」。
641年即位後，開始對貴族中心的政治體制進行改革，強化王權。曾親自率軍進攻新羅，取其數十城。但因為貴族的內部分裂，與王室的窮奢亟慾，使得國政開始混亂，唐高宗時因開始不朝貢受譴責。
660年，唐朝與新羅聯軍來攻，包圍国都泗沘（今扶餘郡），義慈王退至熊津（今公州），後投降。唐分百濟故地，置熊津、馬韓、東明、金漣、德安五都督府，郞將劉仁願以兵一萬留鎭泗沘城，蘇定方将他跟太子孝、王子隆、大臣將領九十三人、百姓一萬兩千人擄至唐，後病死在洛阳，葬于邙山孙皓、陈叔宝墓旁，谥号绍王。

## 子女
- 父：百濟武王
- 母不詳
- 兄弟：扶餘翹岐

- 王后：恩古
- 子：
  - 扶餘孝
  - 扶餘泰
  - 扶餘隆
  - 扶餘演
  - 扶餘豐（扶餘豐璋）
  - 扶餘勇（扶餘善廣）

| 義慈王      |                      |               |
| 前任： 武王 | 百濟國王 641年—660年 | 繼任： 扶餘豐 |